# Tricyphus cuspidiger
Tricyphus cuspidiger är en stekelart som beskrevs av Joseph Kriechbaumer 1898. Tricyphus cuspidiger ingår i släktet Tricyphus och familjen brokparasitsteklar. Inga underarter finns listade i Catalogue of Life.